# کاملاً طوفانی (فیلم)
کاملاً طوفانی (به انگلیسی: The Perfect Storm) فیلمی محصول سال ۲۰۰۰ و به کارگردانی ولفگانگ پترسن است. در این فیلم بازیگرانی همچون جرج کلونی، مارک والبرگ، دایان لین، جان هاکس، جان سی ریلی، مری الیزابت ماسترانتونیو، ویلیام فیکنر، باب گانتون، کارن آلن، مایکل ایرون ساید، چری جونز، آلن پاین، کریستوفر مک‌دونالد، دش میهوک ایفای نقش کرده‌اند.

## خلاصه داستان
اکتبر سال ۱۹۹۱ طوفانی مهیب از سمت جزایر برمودا وزیدن می گیرد و در سر راه خود با توده ای از هوای سرد جاری از «گریت لیکس» همراه می شود که در نتیجه ی آن، امواجی غول آسا به هوا بر می خیزد و سرنشینان یک کشتی ماهی گیری را در میان طوفان تمام عیار گرفتار می کند.